# Saint-Benin-d'Azy
Saint-Benin-d'Azy là một xã của tỉnh Nièvre, thuộc vùng Bourgogne-Franche-Comté, miền trung nước Pháp.